# Alexander Prass
Alexander Prass (* 26. Mai 2001 in Hellmonsödt) ist ein österreichischer Fußballspieler. Er steht bei der TSG 1899 Hoffenheim unter Vertrag und ist österreichischer Nationalspieler.

## Karriere

### Verein
Prass begann seine Karriere beim LASK. Zwischen 2009 und 2010 spielte er beim FC Pasching, ehe er zum LASK zurückkehrte. Zur Saison 2012/13 wechselte er in die Jugend des FC Red Bull Salzburg, bei dem er später auch in der Akademie spielen sollte.
Im März 2019 stand er gegen den SK Vorwärts Steyr erstmals im Kader des Farmteams der Salzburger, dem FC Liefering. Sein Debüt für Liefering in der 2. Liga gab er im selben Monat, als er am 18. Spieltag der Saison 2018/19 gegen die Zweitmannschaft des FK Austria Wien in der 87. Minute für Karim Adeyemi eingewechselt wurde. In zweieinhalb Jahren bei Liefering kam er insgesamt zu 59 Zweitligaeinsätzen, in denen er zwölf Tore machte.
Zur Saison 2021/22 wechselte er zum Bundesligisten SK Sturm Graz, bei dem er einen bis Juni 2024 laufenden Vertrag erhielt. Diesen verlängerte er im Juli 2022 vorzeitig bis zum Ende der Saison 2024/25. Im November 2023 wurde der Vertrag vorzeitig bis 2026 verlängert. Insgesamt absolvierte Prass 90 Spiele in der Bundesliga für die Steirer, in denen er zehnmal traf. Nachdem er mit Sturm 2023 bereits den ÖFB-Cup geholt hatten, krönte er sich mit den Steirern in der Saison 2023/24 auch zum Meister in der Liga, zudem wurde der Cup-Titel verteidigt.
Anfang August 2024 wechselte Prass nach Deutschland zum Bundesligisten TSG 1899 Hoffenheim.

### Nationalmannschaft
Prass debütierte am 9. Oktober 2018 gegen die Schweiz für die österreichische U-18-Auswahl. Zwei Tage später erzielte er ebenfalls gegen die Schweiz sein erstes Tor für eine österreichische Auswahl. Im Oktober 2019 gab er gegen Wales sein Debüt für die U-19-Mannschaft. Im März 2021 spielte er gegen Saudi-Arabien erstmals für die U-21-Auswahl.
Im November 2022 wurde der Flügelspieler erstmals für die A-Nationalmannschaft nominiert. Im selben Monat gab er gegen Andorra sein Debüt im Nationalteam. Im Mai 2024 wurde er in den vorläufigen Kader Österreichs für die EM 2024 berufen und schaffte es schlussendlich auch in den endgültigen Kader. Er schied mit seiner Mannschaft letztlich im Achtelfinale mit 1:2 gegen die Türkei aus, kam aber in jedem der vier österreichischen Turnierspiele zum Einsatz.

## Erfolge
- Österreichischer Meister: 2024
- Österreichischer Cup-Sieger: 2023, 2024